# Distretto di Lac
Il distretto di Lac (See in tedesco) è un distretto del Canton Friburgo, in Svizzera. Confina con i distretti di Sense a sud-est, di Sarine a sud, di Broye a sud-ovest, con il Canton Vaud (distretto di Avenches) a ovest e con il Canton Berna (distretti di Erlach a nord, di Aarberg a nord-est e di Laupen a est). Il capoluogo è Morat. Comprende una parte del lago di Morat.

## Comuni
Amministrativamente è diviso in 15 comuni. 8 comuni sono di lingua tedesca, 3 di lingua francese (Cressier, Misery-Courtion e Mont-Vully) e 4 bilingui francese-tedesco (Courgevaux, Courtepin, Meyriez e Morat).
- Courgevaux
- Courtepin
- Cressier
- Fräschels
- Greng
- Gurmels
- Kerzers
- Kleinbösingen
- Meyriez
- Misery-Courtion
- Mont-Vully
- Morat
- Muntelier
- Ried bei Kerzers
- Ulmiz

All'interno del distretto è compresa un'enclave del Canton Berna, Münchenwiler. Wallenbuch (frazione di Gurmels) è un'exclave, sempre nel Canton Berna. La Foresta statale di Galm, di 2,56 km², non appartiene ad alcun comune, ma è amministrata direttamente dal Cantone.

### Fusioni
- 1830: Guévaux (in parte), Joressant, Lugnorre, Môtier e Mur → Vully-le-Haut (dal 1977 Haut-Vully)
- 1832: Courgevaux, Coussiberlé → Courgevaux
- 1850: Chaumont, Nant, Praz, Sugiez → Vully-le-Bas (dal 1977 Bas-Vully)
- 1975: Courlevon, Coussiberlé → Courlevon
- 1975: Burg bei Murten, Morat → Morat
- 1978: Grossgurmels, Monterschu → Gurmels
- 1978: Grossguschelmuth, Kleinguschelmuth → Guschelmuth
- 1983: Chandossel, Villarepos → Villarepos
- 1991: Altavilla, Morat → Morat
- 1997: Cormérod, Cournillens, Courtion, Misery → Misery-Courtion
- 2000: Gurmels, Kleingurmels → Gurmels
- 2003: Courtaman, Courtepin → Courtepin
- 2003: Gurmels, Guschelmuth, Liebistorf, Wallenbuch → Gurmels
- 2005: Cordast, Gurmels → Gurmels
- 2006: Agriswil, Ried bei Kerzers → Ried bei Kerzers
- 2013: Büchslen, Morat → Morat
- 2016: Bas-Vully, Haut-Vully → Mont-Vully
- 2016: Courlevon, Jeuss, Lurtigen, Morat, Salvenach → Morat
- 2017: Barberêche, Courtepin, Villarepos, Wallenried → Courtepin
- 2022: Clavaleyres (BE), Gempenach, Galmiz, Morat → Morat

### Divisioni
- 1871: Courgevaux → Courgevaux, Coussiberlé